# Tuzinje
Tuzinje (Servisch cyrillisch Тузиње) is een plaats in de Servische gemeente Sjenica. De plaats telt 204 inwoners (2002).